# Wolters Kluwer Polska
Wolters Kluwer Polska (dawniej: Wolters Kluwer) – spółka będąca częścią koncernu wydawniczego Wolters Kluwer, zajmująca się publikacjami z zakresu prawa, biznesu i ekonomii w formie książek, czasopism i programów elektronicznych. Organizuje również szkolenia i konferencje.
Spółka-matka Wolters Kluwer N.V. zarządza firmami w 40 krajach, mając klientów w 150 krajach. Zatrudnia około 19 tysięcy pracowników i jest jednym z największych na świecie wydawnictw publikacji adresowanych do profesjonalistów z różnych dziedzin: prawa, biznesu, ekonomii i finansów oraz bardziej specjalistycznych jak oświata, ochrona zdrowia, ochrona środowiska, budownictwo. W roku 2018 przychody wyniosły 4260 milionów Euro. Centrala znajduje się w Alphen aan den Rijn.

## Historia wydawnictwa
Firma funkcjonuje w Polsce jako spółka od lipca 2006, w związku ze zmianą nazwy Polskich Wydawnictw Profesjonalnych Sp. z o.o., należących do globalnego koncernu wydawniczego Wolters Kluwer.
Polskie Wydawnictwa Profesjonalne były obecne na rynku od 1999, a w ich skład wchodziło pięć znanych wydawnictw, stanowiących jej oddziały. Specjalizowały się one w publikacjach o tematyce prawniczej i biznesowej rozpowszechnianych w formie tradycyjnej oraz na nośnikach elektronicznych. Publikacje znane uprzednio pod markami Domu Wydawniczego ABC, Wydawnictwa Prawniczego LEX, Kantoru Wydawniczego Zakamycze, Wydawnictwa „KIK” Konieczny i Kruszewski oraz Oficyny Ekonomicznej obecnie wydawane są pod trzema markami: ABC, LEX i Oficyna.

## Działalność wydawnicza
Wolters Kluwer Polska wydaje publikacje obejmujące wszystkie dziedziny prawa i zagadnienia biznesowe, które ukazują się w tradycyjnej formie – kodeksy, komentarze, poradniki, aktualizowane zbiory praw, monografie, orzecznictwo, czasopisma fachowe, jak również produkty w formie elektronicznej. Wśród nich są takie produkty jak System Informacji Prawnej Lex, Serwis Prawa Pracy i Ubezpieczeń Społecznych, Vademecum Głównego Księgowego, Serwis HR, Analityk Finansowy. Wydawnictwo posiada również księgarnię internetową Profinfo.pl, która oferuje prawie 4500 publikacji.
Wolters Kluwer Polska wydaje następujące czasopisma fachowe:
- Anti-Discrimination Law Review
- Dyrektor Szkoły
- Europejski Przegląd Sądowy
- Finanse Komunalne
- Glosa - Prawo Gospodarcze w Orzeczeniach i Komentarzach
- Krajowa Rada Sądownictwa
- Orzecznictwo Naczelnego Sądu Administracyjnego i wojewódzkich sądów administracyjnych
- Orzecznictwo Sądu Najwyższego. Izba Cywilna
- Orzecznictwo Sądu Najwyższego. Izba Pracy, Ubezpieczeń Społecznych i Spraw Publicznych
- Orzecznictwo Sądów Polskich
- Orzecznictwo w Sprawach Samorządowych
- Państwo i Prawo
- Personel Plus
- Polski Proces Cywilny
- Przed Szkołą
- Przegląd Podatkowy
- Przegląd Prawa Handlowego
- Przegląd Prawa Publicznego
- Przegląd Sądowy
- Samorząd Terytorialny
- Zeszyty Naukowe Sądownictwa Administracyjnego
- Zeszyty Naukowe Uniwersytetu Jagiellońskiego[3].

## Inicjatywy
Wydawnictwo wspiera ideę mediacji jako najskuteczniejszą i często korzystniejszą dla stron metodę rozwiązywania sporów. Podejmuje w tym zakresie szereg działań informacyjnych i edukacyjnych m.in. w 2007 zorganizowało konferencję dla przedsiębiorców i prawników „Mediacje gospodarcze. Nowa metoda rozwiązywania sporów gospodarczych”, która zgromadziła ponad 200 uczestników. Prowadzi także własny portal internetowy poświęcony mediacjom gospodarczym, współpracuje z ekspertami z Polski i z zagranicy oraz wydaje książki poświęcone tej tematyce. W ramach działań na rzecz tej idei wspiera i promuje zobowiązanie do  mediacji, które mogą składać zarówno przedsiębiorcy, jak i kancelarie prawne.